# Just Married (album)
Just Married è un album del rapper italiano Gel e della rapper italiana Legayon, pubblicato nel 2005 da La Grande Onda.
L'album ha visto la partecipazione del rapper e cantante soul Tormento dall'Area Cronica Entertainment, dei rapper Benetti DC, Mystic1, Noyz Narcos, Cole, Metal Carter, Chicoria (TruceKlan) e della cantante reggae francese Sista Flo.

## Tracce
1. Intro (feat. DJ Kimo) – prodotto da Beatmeyo
2. Trucegel Legayon – prodotto da Fuji
3. Inferno (feat. Gli Inferno) – prodotto da Noyz Narcos
4. Pam Pam (feat. Tormento) – prodotto da DJ Sano Volcano
5. Ogni giorno – prodotto da Fuji
6. I professionisti del niente (feat. Noyz Narcos, Benetti DC, Cole) – prodotto da DJ Sano Volcano
7. Dimmi perché (feat. Omar Lopez Valle) – prodotto da DJ Sano Volcano
8. La mia forza (feat. G-Max) – prodotto da DJ Sano Volcano
9. All'infinito – prodotto da Fuji
10. La filosofia del niente (feat. Metal Carter, Chicoria, Mystic 1) – prodotto da Noyz Narcos
11. Basta poco (feat. Sista Flo) – prodotto da Beatmeyo
12. Outro – prodotto da Reeks